# Ganmodoki
Le ganmodoki (がんもどき, 雁擬き) est un type de tofu frit, fabriqué en y mélangeant des légumes, des blancs d'œufs et des graines de sésame. Ganmodoki signifie « pseudo-oie ».  Cette appellation est due au fait que le ganmodoki est réputé pour avoir le goût de l'oie.
Pendant la période Edo, ganmodoki est un plat à base de konjac frit. Un plat similaire au ganmodoki actuel était fait en enrobant des légumes dans du tofu (tout comme dans le manjū) puis en le faisant frire.
Dans le Kansai, ganmodoki est appelé hiryōzu, hiryuzu ou hirōsu, l'étymologie provenant du mot portugais filhós (gâteau frit).

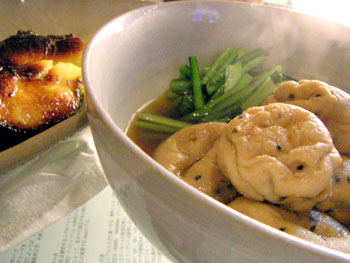
Ganmodoki (à droite).